# Gongneung-dong
Gongneung-dong (koreanska: 공릉동) är en stadsdel i stadsdistriktet Nowon-gu i Sydkoreas huvudstad Seoul.

## Indelning
Administrativt är Gongneung-dong indelat i:
| Namn    | Namn                 | Yta km² | Invånare 31 dec 2020 |
| ------- | -------------------- | ------- | -------------------- |
| 공릉1동 | Gongneung 1(il)-dong | 1,41    | 38 324               |
| 공릉2동 | Gongneung 2(i)-dong  | 6,82    | 40 360               |